# Antietam Creek
Der Antietam Creek ist ein 67,7 km langer Nebenfluss des Potomac River im sogenannten Hagerstown Valley im Osten der Vereinigten Staaten.
Berühmtheit erlangte der Fluss durch die Schlacht am Antietam.

## Geographie
Er entsteht im Franklin County im US-Bundesstaat Pennsylvania etwa 3,5 km südlich von Waynesboro in Pennsylvania, wo sein East Fork mit dem West Fork zusammenfließt. Nach etwa 500 m erreicht er das Washington County im US-Bundesstaat Maryland. Er mündet nach weiteren 67 km bei Antietam oberhalb von Harpers Ferry in den Potomac River.
Das Einzugsgebiet umfasst eine Fläche von 751 km²; davon liegen 479 km² in Maryland und 272 km² in Pennsylvania.

## Geschichte

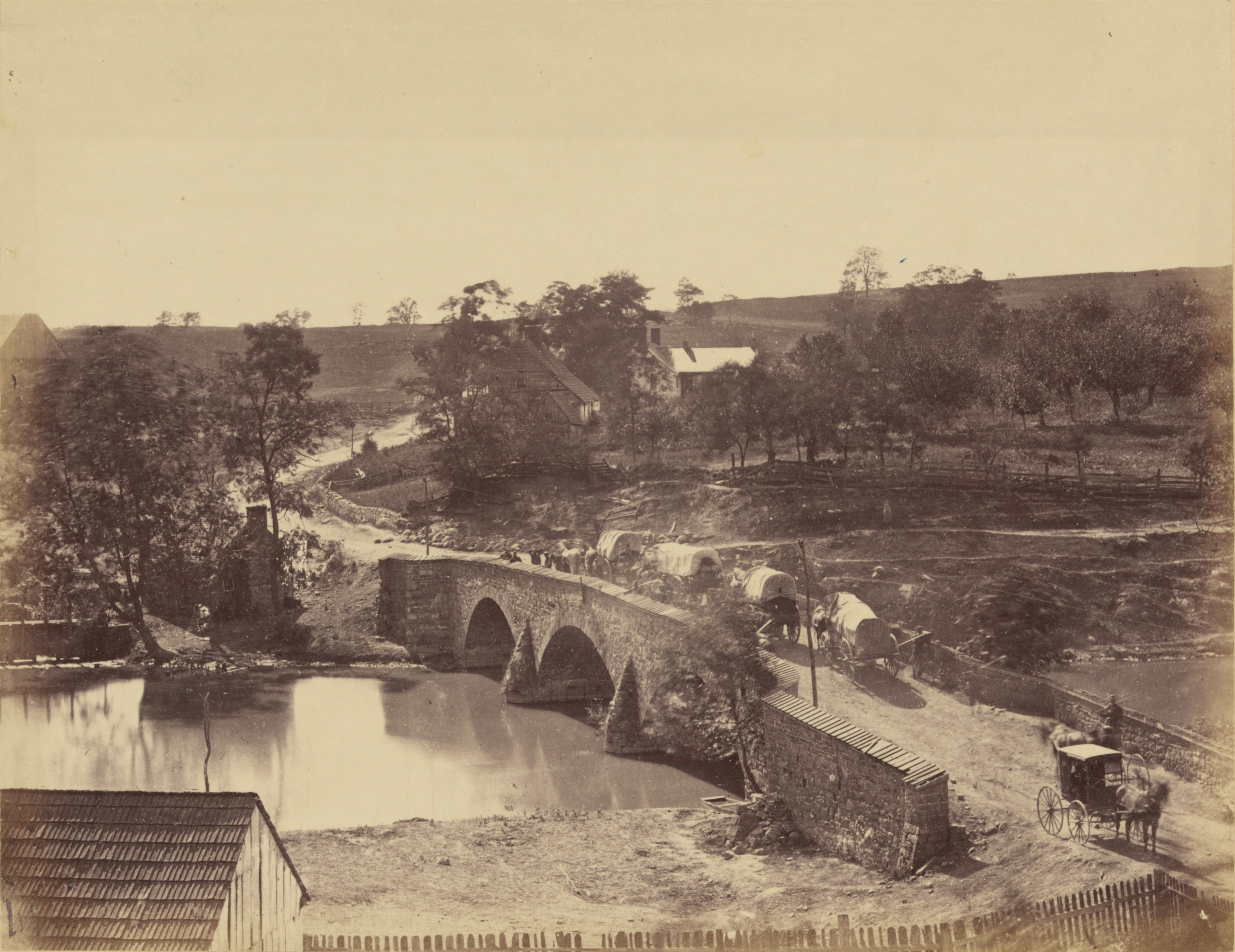
Die mittlere Brücke über den Antietam Creek bei Sharpsburg, Photographie vom September 1862

Der Name Antietam ist wahrscheinlich abgeleitet von einer Phrase in der Algonkin-Sprache, die soviel bedeutet wie hurtig fließendes Wasser.
Der Wasserlauf ist bekannt für die aus dem 19. Jahrhundert stammenden Steinbogenbrücken, die ihn noch heute überqueren. Am bekanntesten ist die 38 m lange Burnside’s Bridge, die sich auf dem Gelände des Antietam National Battlefield befindet.
Das Gebiet an der Mündung des Wasserlaufs war am 17. September 1862 Schauplatz der Schlacht von Sharpsburg, wie die Schlacht am Antietam Creek auch genannt wird. Burnside’s Bridge wurde zu einem Schwerpunkt der Kämpfe, weil Unionstruppen unter General Ambrose Burnside wiederholt versuchten, die Brücke von Konföderierten Kräften zu erobern, die von einer hohen Klippe den Wasserlauf überblicken konnten. Der Tag der Schlacht ist bekannt als, „der Tag, an dem der Antietam Creek rot war“, weil sich das Blut tausender Gefallener mit dem Wasser vermischte. Beide Seiten verloren etwa ein Viertel ihrer Truppen. Die Schlacht gilt als taktischer Sieg der Union, weil sich General Lee aus Maryland zurückziehen musste.